# Homestead (Oklahoma)
Pour les articles homonymes, voir Homestead.
Homestead est une census-designated place du comté de Blaine, dans l'État d'Oklahoma, aux États-Unis,. En 2020, elle compte une population de 41 habitants.